# طوف

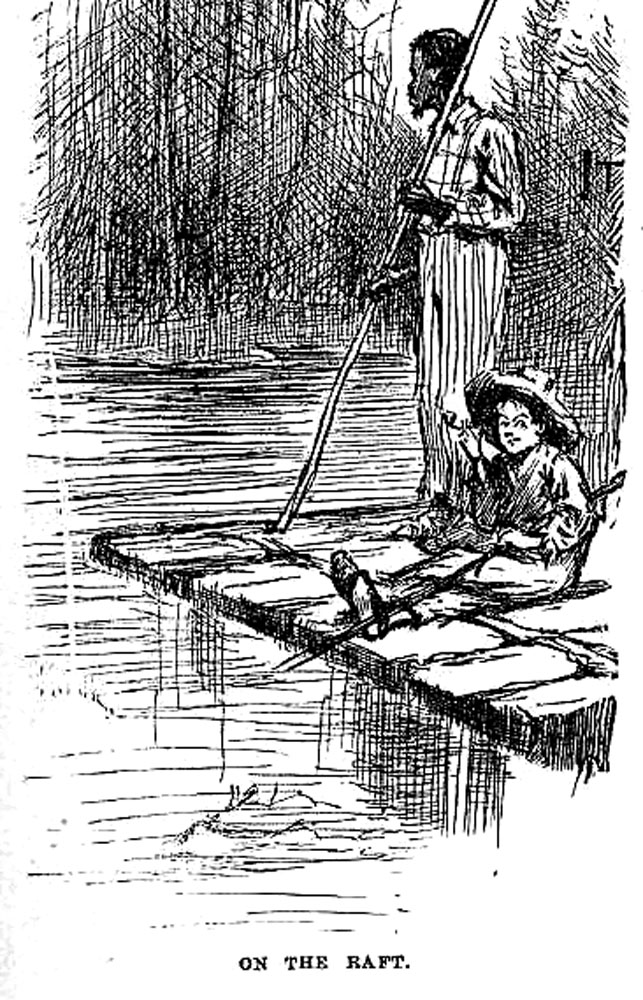
الطوف أبسط وسائل النقل على سطح الماء

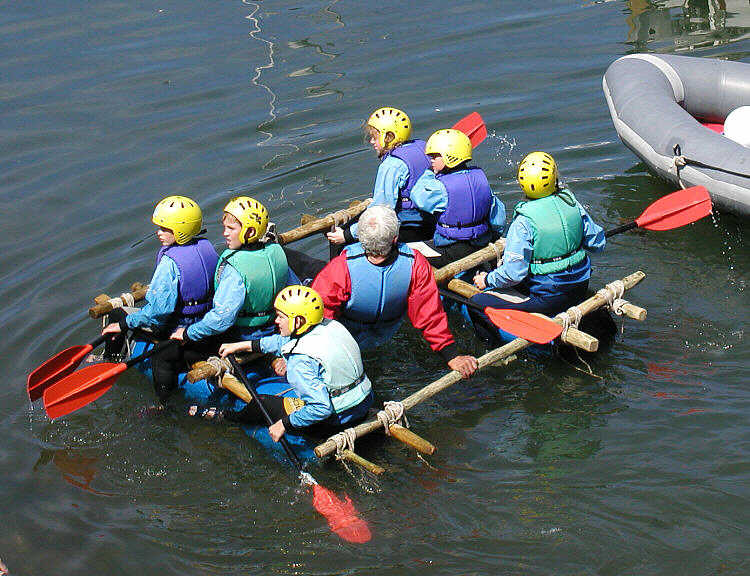
صغار يفحصون طوفهم بنجاح، في ميناء بريكسهام، ديفون الجنوبية، إنجلترا. الطوف مصنوع من ألواح من الخشب والحبال وبراميل زرقاء.

الطوف هو أبسط وسائل الانتقال على سطح الماء. ويُسمى الكَلَك والفُلك. وهو الوسيلة الأولى التي استخدمها الإنسان ليتمكن من الانتقال مستخدما المسطحات المائية كالمستنقعات والبحيرات والأنهار والبحار. فهو مسطبة لها إمكانية العوم إما لقلة كثافتة مادتها بالنسبة للماء كالخشب، أو يمكن أن يكون معدني ممتلئ بالهواء، مثل الصفيحة أو البرميل الفارغ. فيمكن ربط عدة براميل فارغة بعضها البعض ثم تغطيتها بألواح خشبية، يمكن بعد ذلك الجلوس عليها أو تزويدها بقلع فتتحرك بالريح.
والطوف الحديث قد يستخدم البونتون وهو متوازي أضلاع ممتلئ بالهواء ذو سطح كبير، مثل 2,5 مترًا في 7 أمتار، هذا الطوف يمكن أن يحمل 5 أشخاص. كما يمكن يستخدام أحيانا البوليسترين بدلًا عن البراميل.
وهناك أنواع تستخدم الوسائد المنفوخة وهي منتجات من المطاط تنفخ بالهواء بالقدر المناسب، ويمكن تثبيت القلع عليها أو الاستجمام بالتجديف . 
أشهر الأطواف بناه الرحالة المؤرخ ثور هايردال من خشب شجر البلسا على أساس المواصفات التقليدية لسكان أمريكا اللاتينية الأصليين، وأبحر به مسافة 8,000 كم عبر المحيط الهادئ إلى جزر بولينيزيا مع خمسة من الرحالة العلماء.
وتستخدم في كندا عملية الطوف لنقل الأخشاب علي سطح الأنهار استخداما واسعا، وكل ما في الأمر ربط الأخشاب بعضها البعض بأعداد كبيرة، ويكفي رفاص أو مركب صغير واحد بمحرك نقلهم لأميال عديدة.
الكَلَك أو الفُلك وهو واسطة نقل نهرية، يصنع من أغصان الأشجار تصف الواحدة بجانب الأخرى تربط مع بعضها البعض بواسطة حبال القنب مشكلة سطح مستوي توضع فوق طوافات منفوخة من جلودالحيوانات.
تستخدم الأكلاك عادة كواسطة نقل نهرية للسير مع مجرى النهر لنقل البضائع بكلفة واطئة، ففي خمسينيات القرن الماضي كان ينقل الرقي من مدينة الموصل إلى مدينة بغداد بواسة الأكلاك.
أول من صنع الفك هو نبي الله نوح بأمر من رب العزة، جاء ذكر الفلك في القران الكريم في:
﴿وَاصْنَعِ الْفُلْكَ بِأَعْيُنِنَا وَوَحْيِنَا وَلَا تُخَاطِبْنِي فِي الَّذِينَ ظَلَمُوا إِنَّهُمْ مُغْرَقُونَ ۝٣٧﴾ [هود:37]
﴿فَأَوْحَيْنَا إِلَيْهِ أَنِ اصْنَعِ الْفُلْكَ بِأَعْيُنِنَا وَوَحْيِنَا فَإِذَا جَاءَ أَمْرُنَا وَفَارَ التَّنُّورُ فَاسْلُكْ فِيهَا مِنْ كُلٍّ زَوْجَيْنِ اثْنَيْنِ وَأَهْلَكَ إِلَّا مَنْ سَبَقَ عَلَيْهِ الْقَوْلُ مِنْهُمْ وَلَا تُخَاطِبْنِي فِي الَّذِينَ ظَلَمُوا إِنَّهُمْ مُغْرَقُونَ ۝٢٧﴾ [المؤمنون:27]

## اقرأ أيضا
- كيس طفو
- صديري غطس
- طوف بونتون
- غواصة
- عوامة

## وصلات خارجية
- مخططات لأطواف ذات صنع محلي وبعض الصور
- طوف نيوترينو - قوارب مصنوعة من الخردة